# 815号型軽巡洋艦
815号型軽巡洋艦（815ごうがたけいじゅんようかん）は、日本海軍が計画した防空巡洋艦。1941年（昭和16年）より策定の昭和17年度艦船補充第一期計画（通称⑤計画）において、巡洋艦小型（巡小）と呼ばれ4隻計画された。主力艦直衛のための小型防空巡洋艦で、アメリカのアトランタ級に近い性格を持つ艦である。要目は以下の通り。
- 基準排水量：5,800t
- 兵装：65口径10cm連装高角砲4基8門
- 航空機：2機

これ以上の詳細は伝わっていない。
ミッドウェー海戦の結果により、⑤計画は空母建造中心の改⑤計画へ移行する。この時戦艦、巡洋艦建造計画の多くが中止となり、本計画も中止となった。

## 同型艦
全て計画のみ
- 第815号艦 - 第816号艦 - 第817号艦 - 第818号艦